# Дрсник (Чешка)
Дрсник (чеш. Drsník) је село у Средњочешком крају у Чешкој Републици. Село има 20 кућа и настањено је углавном старијим особама.